# Fehler in elektronischen Schaltungen
Reagieren elektronische Schaltungen fehlerhaft, kann das im Prinzip vier Ursachen haben: 
1. Entwurfsfehler – Sie entstehen wie Programmfehler bei Software bereits in der Entwicklung und sollten in dieser Phase repariert werden. Bleiben sie dabei unentdeckt wie der Pentium-FDIV-Bug von 1994 können sie hohe Folgekosten oder Schäden verursachen.
2. Produktionsfehler – Sie entstehen während der Produktion als Einzelfehler oder als Serienfehler und werden beispielsweise durch fehlerhafte Anlagen oder Produktionsmittel, fehlerhafte Materialien oder Werkstoffe oder aufgrund menschlicher Fehler verursacht.
3. physikalische Fehler – Sie werden unterschieden in permanente, beispielsweise bei Beschädigung oder durch Abnutzung, und einmalige, zum Beispiel durch starke Strahlungseinwirkung.
4. Eingabefehler – Sie werden verursacht durch Bedienfehler, durch fehlerhafte Schnittstellen oder als Folgefehler anderer Störungen.

Physikalische Fehler bei digitalen Schaltungen teilt man in mehrere Klassen ein. 
- Stuck-at-Faults  (dt. Haftfehler) sind Fehler, bei denen Gatter an einem Eingang oder Ausgang auf einem bestimmten Wert feststecken. Je nach dem Wert unterscheidet man Stuck-at-1 oder Stuck-at-0-Fehler.

- Als Bridging-Faults werden Kurzschlüsse zwischen zwei Leitungen bezeichnet. Daraus entstehen neue Funktionen der betroffenen Gatter. Input-Output-Bridging bedeutet, dass Ein- und Ausgänge der Schaltung miteinander verbunden sind (Rückkopplung). Dies führt zu zeitabhängigen Verhalten, z. B. zu schwingenden Schaltungen.

- Speziell bei Transistoren kennt man Stuck-off-Fehler (Transistor sperrt immer), Stuck-on-Fehler (Transistor leitet immer) und Gate-Delay-Faults sowie Path-Delay-Faults, die Verzögerungen bei der Signalverarbeitung hervorrufen.

Durch Analyse der Schaltung versucht man möglichst effektive Testszenarien zu entwerfen, um möglichst viele Fehler mit möglichst geringem Aufwand von vornherein zu erkennen. Außerdem kann man besonders kritische Schaltungen entsprechend fehlertolerant entwerfen. Um mögliche Fehler in der Produktion zu identifizieren, werden hierzu Funktionsprüfungen in der Produktion durchgeführt.